# Deena Deardurff Schmidt
Deena Diane Deardurff Schmidt (* 8. Mai 1957 in Cincinnati als Deena Diane Deardurff) ist eine ehemalige US-amerikanische Schwimmerin.

## Sportliche Karriere
Dena Diane Deardurff gehörte dem Schwimmteam Cincinnati Pepsi Marlins an. 1971 gewann sie das 100-Meter-Schmetterlingsschwimmen der Panamerikanischen Spiele sowie die beiden Schwimmtitel der Amateur Athletic Union. Sie wurde bei den Olympischen Spielen 1972 beim 100-Meter-Schmetterlingsschwimmen Vierter. Mit der 4-mal-100-Meter-Lagenstaffel wurde sie mit 15 Jahren und 114 Tagen die jüngste Olympiasiegerin und stellte zusammen mit ihrem Team einen neuen Rekord auf. Bei den Schwimmweltmeisterschaften 1973 gewann sie zusammen mit ihrem Team die Silbermedaille in der 4-mal-100-Meter-Lagenstaffel.
Nach ihrer Hochzeit mit Robert Schmidt wurde sie Trainerin eines Schwimmteams und nahm weiter an Wettbewerben teil. Von 1994 bis 2007 war sie Trainerin an der San Diego State University. Als 2000 das Lehrbecken der Universität geschlossen wurde, kämpfte sie jahrelang um ein neues Becken, das schließlich 2007 eingeweiht wurde. Zu dieser Zeit wurde bei ihr Brustkrebs diagnostiziert. Nachdem ihr Vertrag nicht verlängert wurde, verklagte sie die Schule wegen Diskriminierung. Sie einigte sich mit der Universität auf eine Entschädigung von 1,45 Millionen US-Dollar.
2008 wurde sie zu „Susan G. Komen’s 2008 Honorary Breast Cancer Survivor“ ernannt, trat als Sprecherin für die Komen-Stiftung und bei deren Volkslauf Race for the Cure auf.
2010 erklärte sie auf ABC in den 1960ern sexuell missbraucht worden zu sein. Tatsächlich hatte sie versucht, ihren Missbrauchsfall in den 1980ern und zuletzt 2005, als ihr Trainer in die Schwimm-Hall-of-Fame aufgenommen wurde, öffentlich zu machen, wurde jedoch jedes Mal vom Schwimmverband abgewiesen. Obwohl sie den Namen nicht nannte, zog die Presse Rückschlüsse und fand heraus, dass es sich um Paul Bergen handelte.